# Liste de points extrêmes du Maroc
Voici une liste de points extrêmes du Maroc.
| \| Ceuta Tarfaya Ich Djebel Toubkal \| Localisation de points extrêmes du Maroc |
| Ceuta Tarfaya Ich Djebel Toubkal                                                |

## Latitude et longitude
- Nord : dans la Région de Tanger-Tétouan, la Pointe Leona[1] sur la rive sud du détroit de Gibraltar située entre l’îlot Persil à l'ouest et Benzú (enclave espagnole de Ceuta) à l'est (35° 55′ 21″ N, 5° 24′ 05″ O)
- Sud : la frontière entre le Maroc et le Sahara occidental sépare le Maroc (dans ses frontières internationalement reconnues) et le territoire contesté du Sahara occidental. Elle mesure 443 km et suit une ligne est-ouest le long du parallèle 27°40' nord.
- Ouest : Sur le littoral Atlantique à la frontière avec le Sahara Occidental, à 39 km au sud-sud-ouest de Tarfaya, Province de Lâayoune, Région de Laâyoune-Boujdour-Sakia el Hamra (27° 40′ 00″ N, 13° 10′ 22″ O)
- Est : sur la frontière algéro-marocaine, près du village d'Ich, province de Figuig, Région de L'Oriental (32° 30′ 43,48″ N, 1° 07′ 15″ O)

## Altitude
- Maximale : Djebel Toubkal, 4 165 m (31° 03′ 43″ N, 7° 54′ 58″ O)
- Minimale : Sebkha Tah, - 55 m (27° 42′ N, 12° 48′ O)